# Haysam Ali
Haysam Ali (São Paulo, 10 de mayo de 1988) es un actor brasileño-estadounidense. Se hizo conocido por interpretar al asesino en serie apodado el “Vampiro de Niterói” y por su papel protagónico en la película Play (2024), en la que dio vida a Henry Costa.Al inicio de su carrera, trabajó en la promoción de eventos y marketing digital, además de haber participado en el reality show A Fazenda de Verão (2012).

## Primeros años
Haysam Ali nació en São Paulo, Brasil, el 10 de mayo de 1988. Su padre es libanés y su madre es brasileña.

## Formación
En 2022, se graduó en el Stella Adler Studio of Acting en Los Ángeles.

## Carrera
Haysam Ali comenzó su carrera con la promoción de eventos en 2009.Ideó un circuito de fiestas en São Paulo llamado “Circuito Velvet Club” y organizó el primer evento LGBTQA+ en el Buddha Bar, en el antiguo edificio de Daslu,que contó con la participación de la DJ Samantha Ronson.  Más tarde, transformó el helipuerto del Hotel Tivoli Mofarrej en una pista de baile.
En 2010, Ali estuvo involucrado en la creación de una petición y en la recolección de 100,000 firmas para traer a Lady Gaga a Brasil.
En 2012, Ali fue invitado a formar parte del elenco del reality show Fazenda de Verão. Abandonó el programa después de 43 días en la casa debido a problemas de salud mental desencadenados por el estrés y la presión de sufrir acoso durante su participación en el programa.
En 2014, lanzó un blog en R7.com llamado Sem Censura, que presentaba entrevistas con celebridades brasileñas, como Ticiane Pinheiro. El blog tenía el formato de un programa de televisión.
En 2017, se mudó a Nueva York, donde dirigió una agencia de marketing digital, trabajando con marcas como AT&T y Frontier Communications.
En 2022, se trasladó a Los Ángeles para dedicarse por completo a su carrera como actor. Estudió en el Stella Adler Studio of Acting.
En 2024, Ali protagonizó como actor principal el cortometraje Play. La película tiene como objetivo ayudar a crear conciencia contra el acoso escolar.
En el mismo año, se anunció que interpretaría al asesino Marcelo Costa de Andrade, más conocido como el “Vampiro de Niterói”, en una obra teatral en Los Ángeles.
En 2025, Haysam interpretó el papel de Benvolio en una nueva versión de Romeo y Julieta en Los Ángeles, California.

## Filmografía
- 2012, Fazenda de Verão como parte del elenco[13]
- 2024, Play como Henry Costa[22]